# Novopokrovka (Krasnoiarsk)
|  | Per a altres significats, vegeu «Novopokrovka». |

Novopokrovka (en rus: Новопокровка) és un poble del krai de Krasnoiarsk, a Rússia, que en el cens del 2010 tenia 313 habitants. Pertany al districte de Kuràguino.